# گذرگاه دریک

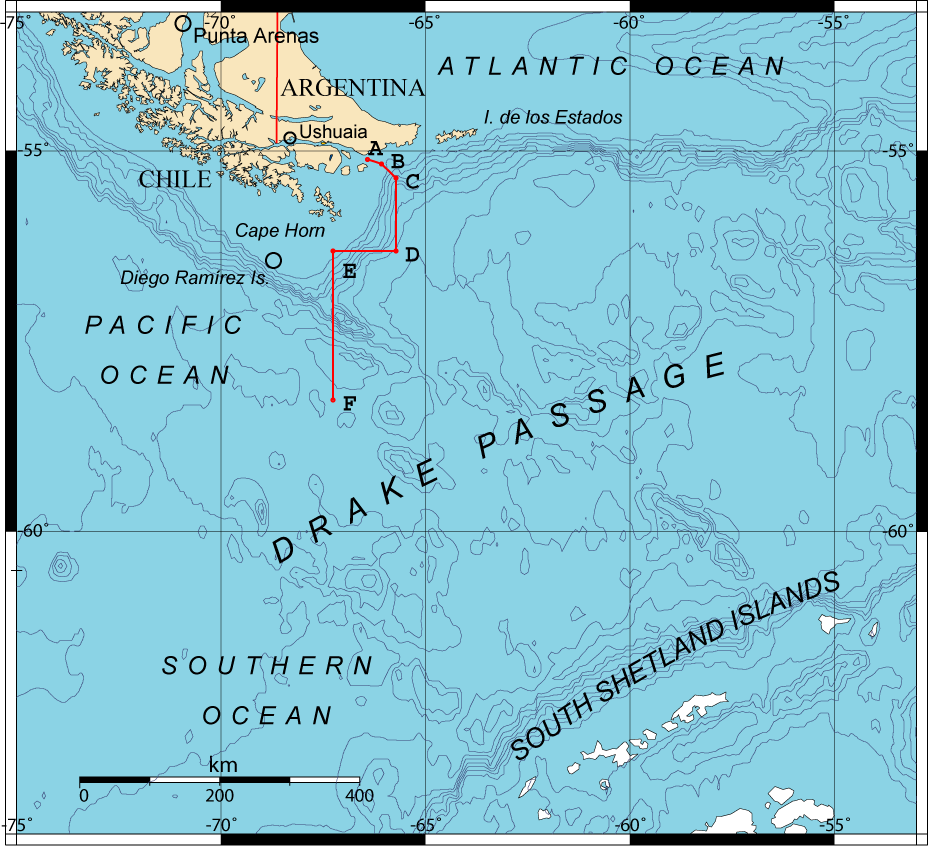
موقعیت گذرگاه دریک

گذرگاه دریک (به انگلیسی: Drake Passage) آبراه عمیقی به عرض ۱۰۰۰ کیلومتر است که در میان دماغه هورن، واقع در جنوبی‌ترین نقطهٔ آمریکای جنوبی و جزایر شتلند جنوبی، واقع در ۱۶۰ کیلومتری شمال شبه‌جزیره جنوبگان قرار داشته و اقیانوس اطلس جنوبی را به اقیانوس آرام متصل می‌سازد. نام این گذرگاه برگرفته از نام دریانورد و دزد دریایی مشهور انگلیسی سر فرانسیس دریک است هرچند که این گذرگاه نخستین بار پس از او و توسط یک گروه اکتشافی فلاندری به‌سرپرستی ویلم شوتن در سال ۱۶۱۶ طی شد.
گذرگاه دریک تا پیش از افتتاح کانال پاناما در سال ۱۹۱۴، نقشی مهم در تجارت سده‌های نوزدهم و بیستم داشت. با این‌حال عبور از دماغهٔ هورن از طریق این تنگه به‌سبب وجود دریاهای طوفانی و شرایط یخی برای کشتی‌ها و خدمه‌های آن زمان، آزمونی سخت و دشوار به‌شمار می‌رفت.
متوسط عمق گذرگاه دریک ۳٬۴۰۰ متر است که در نزدیکی محدوده‌های شمالی و جنوبیش تا ۴٬۸۰۰ متر نیز افزایش می‌یابد. وزش بادها در این گذرگاه عمدتاً از سمت غرب است و بر شدت آنها به سوی شمال و نزدیکی دماغهٔ هورن افزوده می‌شود. همچنین گردبادهای برخاسته از اقیانوس آرام مسیری غربی-شرقی را در لبهٔ جنوبی این گذرگاه می‌پیمایند. متوسط دمای سالانه در این منطقه بین ۵ درجهٔ سانتی‌گراد در شمال و -۳ درجهٔ سانتی‌گراد در جنوب متغیر است. همچنین دمای سطح آب از ۶ درجهٔ سانتی‌گراد در شمال تا -۱ درجهٔ سانتی‌گراد در جنوب در نوسان بوده و در عرض جغرافیایی ۶۰ درجهٔ جنوبی، یعنی منطقهٔ هم‌گرایی قطب جنوب این تغییرات دمایی شدیدتر صورت می‌پذیرد.

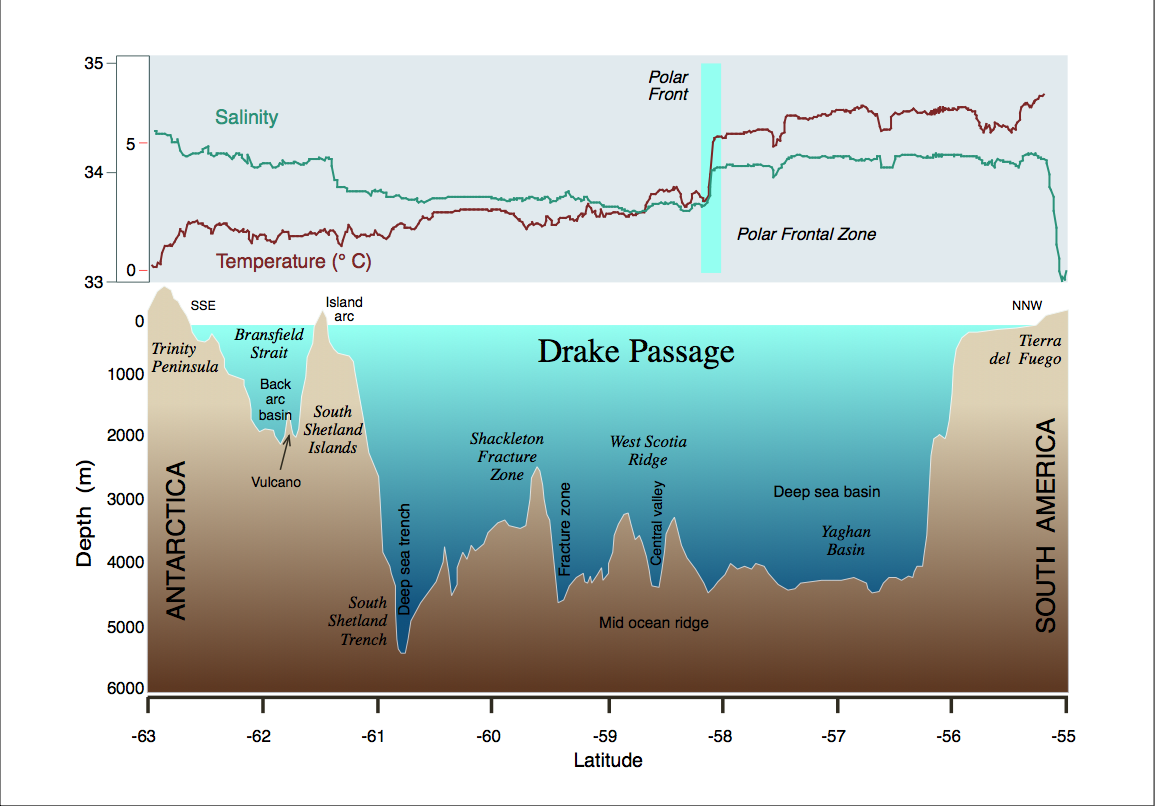
برشی عمودی از گذرگاه دریک

آب‌های گذرگاه دریک در اواخر تابستان این منطقه (برابر با ماه فوریه) عاری از یخ است و در ماه سپتامبر، بیشترین میزان یخ‌زدگی مشاهده می‌شود و گاه تکه‌یخ‌هایی شناور تا نزدیکی دماغهٔ هورن نیز می‌رسند. همچنین جریان آب در این تنگه عمدتاً از غرب به شرق است و بخشی از جریان بزرگ قطبی‌ای را تشکیل می‌دهد که با سرعت ۹۵ تا ۱۵۰ میلیون متر مکعب در ثانیه جریان دارد. در عین حال انقباضات و تنگ‌شدگی‌های فیزیکی گذرگاه دریک بر سرعت این جریان به‌ویژه در عرض ۶۰ درجهٔ جنوبی می‌افزاید. بیشتر آب‌های این جریان قطبی بزرگ پس از خروج از گذرگاه دریک به سمت شرق یا شمال شرقی ادامهٔ مسیر می‌دهند اما بخشی از آن که به جریان فالکلند معروف است با گردش به‌سمت شمال وارد آب‌های اقیانوس اطلس جنوبی می‌شود.
آب‌های گذرگاه دریک غنی از پلانکتون به‌ویژه سخت‌پوستان میگومانندی به‌نام کریل است که چنین ارگانیسم‌هایی، منبع غذایی اصلی نهنگ‌های باله‌آبی، ماهی‌های مرکب، پنگوئن‌های امپراتور و فک‌های خرچنگ‌خوار،  فک پلنگی  را تشکیل می‌دهد.

## نگارخانه

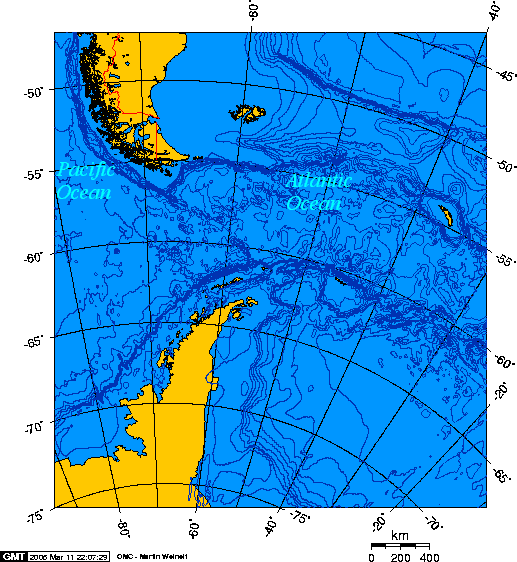
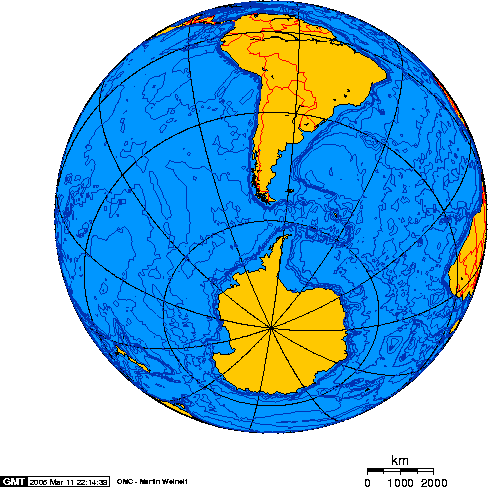